# Maravilha (Santa Catarina)
Pour les articles homonymes, voir Maravilha.
Maravilha est une ville brésilienne située dans la mésorégion Ouest de Santa Catarina, dans l'État de Santa Catarina.

## Généralités
Le nom de Maravilha (« merveille » en français) servit à attirer les immigrants du Rio Grande do Sul, qui lancèrent la colonisation de la région à partir de 1949. Maravilha devient municipalité, en même temps que Cunha Porã et d'autres, le 21 juin 1958, avec effet au 27 juillet. Cette dernière date est celle de la fête de la municipalité.
La ville porte le surnom de « ville des enfants ». Ce surnom, datant de 1970, vient du grand nombre d'enfants présents à l'époque dans la municipalité.

## Géographie
Maravilha se situe par une latitude de 26° 45' 39" sud et par une longitude de 53° 10' 22" ouest, à une altitude de 606 mètres.
Sa population était de 22 104 habitants au recensement de 2010. La municipalité s'étend sur 169 km2.
Elle fait partie de la microrégion de Chapecó, dans la mésorégion Ouest de Santa Catarina.

## Villes voisines
Maravilha est voisine des municipalités (municípios) suivantes :
- Bom Jesus do Oeste
- Cunha Porã
- Flor do Sertão
- Iraceminha
- Modelo
- São Miguel da Boa Vista
- Tigrinhos